# Випихув (Зґерський повіт)
Випихув (пол. Wypychów) — село в Польщі, у гміні Зґеж Зґерського повіту Лодзинського воєводства.
Населення — 136 осіб (2011).
У 1975-1998 роках село належало до Лодзинського воєводства.

## Демографія
Демографічна структура станом на 31 березня 2011 року:
|          | Загалом | Допрацездатний вік | Працездатний вік | Постпрацездатний вік |
| -------- | ------- | ------------------ | ---------------- | -------------------- |
| Чоловіки | 66      | 22                 | 40               | 4                    |
| Жінки    | 70      | 12                 | 37               | 21                   |
| Разом    | 136     | 34                 | 77               | 25                   |